# Francesco di Paola Satolli

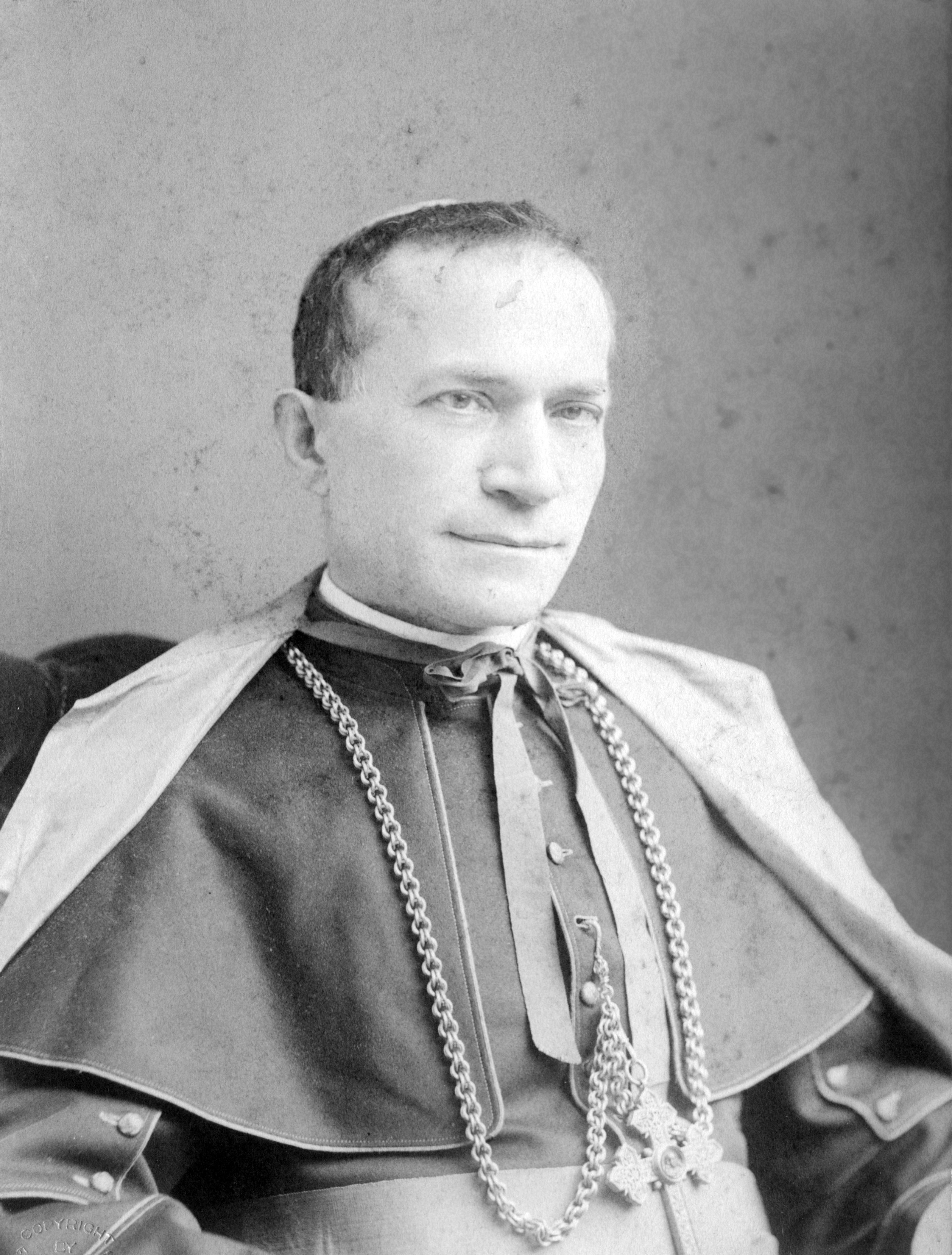
Kardinal Satolli (ca. 1895)

Francesco di Paola Kardinal Satolli (* 21. Juli 1839 im Marsciano in der Nähe von Perugia; † 8. Januar 1910 in Rom) war ein italienischer Theologe, Kardinal und der erste Apostolische Delegat in die Vereinigten Staaten.

## Leben
Er besuchte das Priesterseminar in Perugia und empfing am 14. Juni 1862 das Sakrament der Priesterweihe. Er wurde an der Sapienza Universität von Rom promoviert und 1864 zum Professor am Priesterseminar von Perugia berufen. Im Jahr 1870 wurde er Pfarrer in Marsciano und 1872 ging er in die Abtei Montecassino, wo er zwei Jahre blieb.
Im Jahr 1880 folgte er der Berufung des Papstes zum Professor für Dogmatik an der Propaganda Fide. 1882 wurde er Professor des römischen Priesterseminars, 1884 Rektor der griechischen Kollegs, 1886 Präsident der Päpstlichen Diplomatenakademie und am 1. Juli 1888 Titularerzbischof von Naupactus. Die Bischofsweihe spendete ihm am 10. Juli desselben Jahres der Sekretär der Kongregation für die heilige römische und universelle Inquisition, Raffaele Kardinal Monaco La Valletta; Mitkonsekratoren waren Angelo Kardinal Bianchi, Präfekt der Ritenkongregation, und Raffaele Sirolli, Bischof von Aquino-Sora-Pontecorvo. Als Professor hatte er einen wesentlichen Anteil an der Entwicklung des Neuthomismus, die Leo XIII. anregte. Seine Vorlesungen, die immer fließend und oft wortgewandt waren, erregten die Begeisterung seiner Studenten für das Studium von Thomas von Aquin, während seine Schriften den Weg ebneten für die Ausbreitung thomistischen Literatur in Philosophie und Theologie.
Satolli kam im Jahre 1889 in die Vereinigten Staaten. Er war Gast der Hundertjahrfeier des Erzbistums Baltimore und hielt eine Ansprache bei der Einweihung der katholischen Universität von Amerika im November. Bei seinem zweiten Besuch nahm er am 16. November 1892 am Treffen der Erzbischöfe in New York City teil und formulierte vierzehn Angebote mit zur Lösung bestimmter Probleme mit der Schule, die damals diskutiert wurden. Dann nahm er seinen Wohnsitz an der Katholischen Universität von Amerika, wo er Vorlesungen über die Philosophie des Kirchenlehrers Thomas von Aquin hielt.
Seit dem 24. Januar 1893 bis 1896 vertrat er als erster Apostolischer Delegat mit Sitz in Washington, D.C. die Interessen des Heiligen Stuhl in den Vereinigten Staaten. Am 29. November 1895 nahm Papst Leo XIII. ihn als Kardinalpriester mit der Titelkirche Santa Maria in Aracoeli in das Kardinalskollegium auf.
1893 malte ihn der amerikanische Künstler schweizerischer Abstammung Adolfo Müller-Ury (1862–1947).
Nach der Rückkehr nach Rom im Oktober 1896 wurde er am 16. Dezember 1896 zum Erzpriester der Lateranbasilika und am 21. Juli 1897 zum Präfekten der Studienkongregation. Mit der Ernennung zum Kardinalbischof von Frascati am 22. Juni 1903 stieg er in die höchste Kardinalsklasse auf. Sein letzter Besuch in den Vereinigten Staaten war anlässlich der Weltausstellung in St. Louis 1904. Er starb am 8. Januar 1910 in Rom und wurde auf dem Friedhof Campo Verano beigesetzt.